# 拉苏拉巴德
拉苏拉巴德（Rasulabad），是印度北方邦Unnao县的一个城镇。总人口7235（2001年）。

## 人口
该地2001年总人口7235人，其中男性3836人，女性3399人；0—6岁人口1384人，其中男755人，女629人；识字率40.69%，其中男性为49.40%，女性为30.86%。